# Roman Furger
Roman Furger est un fondeur suisse, né le 10 février 1990 à Altdorf.

## Biographie
Membre du club de Schattdorf, il prend part à ses premières compétitions internationales lors de la saison 2006-2007, dont le Festival olympique de la jeunesse européenne. Furger gagne ses premières courses junior lors de la saison 2008-2009.
Il fait ses débuts en Coupe du monde en décembre 2009 à Davos. Il marque ses premiers points en novembre 2012 en terminant 17e du quinze kilomètres libre de Gällivare. Il court sa première saison complète en 2014-2015.
Il obtient son meilleur résultat en janvier 2016, une 14e place au sprint de Lenzerheide. En 2017, il égale cette performance à Otepää et reçoit sa première sélection en championnat du monde à Lahti, terminant 25e dus sprint, 17e du cinquante kilomètres et neuvième du sprint par équipes. En 2018, Furger participe aux Jeux olympiques à Pyeongchang, où il enregistre son nouveau meilleur résultat individuel avec une douzième place au quinze kilomètres libre.
C'est lors du Tour de ski 2018-2019, qu'il signe son premier top dix en Coupe du monde avec une neuvième place au sprint libre de Val Müstair. L'hiver suivant, il se classe notamment quinzième du ski Tour en Scandinavie, où il a fini notamment huitième d'une étape, puis monte sur son premier podium avec ses coéquipiers du relais à Lahti.
En 2021, il est deuxième du sprint par équipes à Ulricehamn en compagnie de Jovian Hediger, avant de prendre part aux Championnats du monde d'Oberstdorf, où il est cinquième du relais entre autres.
En 2012, il a gagné une médaille de bronze aux Championnats du monde des moins de 23 ans sur le sprint à Erzurum.
Il remporte également l'Engadin Ski Marathon en 2012 et 2018.

## Palmarès

### Jeux olympiques d'hiver
| Épreuve / Édition   | Sprint                           | Sprint    | 15 km | 15 km                            | Poursuite 2 × 15 km | 50 km | Relais | Relais    |
| Épreuve / Édition   | libre                            | classique | libre | classique                        | Poursuite 2 × 15 km | 50 km | Sprint | 4 × 10 km |
| JO 2018 Pyeongchang | Épreuve inexistante à cette date | —         | 12e   | Épreuve inexistante à cette date | —                   | -     | -      | 11e       |

Légende :
- : pas d'épreuve
- — : Non disputée par Furger

### Championnats du monde
Roman Furger participe à trois éditions des championnats du monde.
| Épreuve / Édition        | Sprint                           | Sprint                           | 15 km                            | 15 km                            | Poursuite 2 × 15 km | 50 km | Relais | Relais    |
| Épreuve / Édition        | libre                            | classique                        | libre                            | classique                        | Poursuite 2 × 15 km | 50 km | Sprint | 4 × 10 km |
| Mondiaux 2017 Lahti      | 25e                              | Épreuve inexistante à cette date | Épreuve inexistante à cette date | —                                | —                   | 17e   | 9e     | —         |
| Mondiaux 2019 Seefeld    | 38e                              | Épreuve inexistante à cette date | Épreuve inexistante à cette date | —                                | —                   | 53e   | —      | —         |
| Mondiaux 2021 Oberstdorf | Épreuve inexistante à cette date | —                                | 54e                              | Épreuve inexistante à cette date | —                   | —     | 9e     | 5e        |

Légende :
- : pas d'épreuve
- — : Non disputée par Furger

### Coupe du monde
- Meilleur classement général : 40e en 2020.
- 2 podiums par équipes : 2 deuxièmes places.

#### Classements en Coupe du monde
| Saison / Épreuve | Saison / Épreuve | Général | Général | Distance | Distance | Sprint | Sprint |
| Saison / Épreuve | Saison / Épreuve | Class.  | Points  | Class.   | Points   | Class. | Points |
| ---------------- | ---------------- | ------- | ------- | -------- | -------- | ------ | ------ |
| 2013             | 2013             | 136e    | 14      | 86e      | 14       | -      | -      |
| 2015             | 2015             | 97e     | 40      | 88e      | 5        | 50e    | 35     |
| 2016             | 2016             | 99e     | 29      | 88e      | 4        | 56e    | 25     |
| 2017             | 2017             | 48e     | 127     | 64e      | 32       | 29e    | 73     |
| 2018             | 2018             | 87e     | 36      | 76e      | 16       | 55e    | 20     |
| 2019             | 2019             | 71e     | 58      | 67e      | 24       | 48e    | 34     |
| 2020             | 2020             | 40e     | 178     | 39e      | 90       | 64e    | 20     |
| 2021             | 2021             | 47e     | 115     | 48e      | 56       | 37e    | 39     |

### Championnats du monde junior ou moins de 23 ans
Roman Furger participe à trois éditions des championnats du monde junior.
| Épreuve / Édition                 | Sprint | Sprint                           | 10 km                            | 10 km                            | 20 km classique                  | 20 km poursuite                  | Relais |
| Épreuve / Édition                 | libre  | classique                        | libre                            | classique                        | 20 km classique                  | 20 km poursuite                  | Relais |
| Mondiaux 2008 Malles              |        | Épreuve inexistante à cette date | 57e                              | Épreuve inexistante à cette date | Abandon                          | Épreuve inexistante à cette date |        |
| Mondiaux 2009 Praz de Lys Sommand |        | Épreuve inexistante à cette date | 22e                              | Épreuve inexistante à cette date | Épreuve inexistante à cette date | 29e                              | 10e    |
| Mondiaux 2010 Hinterzarten        | 16e    | Épreuve inexistante à cette date | Épreuve inexistante à cette date |                                  | Épreuve inexistante à cette date | 46e                              | 8e     |

Roman Furger participe à deux éditions des championnats du monde des moins de 23 ans.
| Épreuve / Édition     | Sprint                           | Sprint                           | 15 km | 20 km poursuite |
| Épreuve / Édition     | libre                            | classique                        | 15 km | 20 km poursuite |
| Mondiaux 2011 Otepää  | Épreuve inexistante à cette date | —                                | 28e   | 36e             |
| Mondiaux 2012 Erzurum | Médaille de bronze, monde        | Épreuve inexistante à cette date | —     | 45e             |